# Тибетски макаки
Тибетски макаки (лат. Macaca thibetana) је врста примата из породице мајмуна Старог света (Cercopithecidae).

## Распрострањење
Кина је једино познато природно станиште врсте.

## Станиште
Тибетски макаки има станиште на копну.

## Угроженост
Ова врста је на нижем степену опасности од изумирања, и сматра се скоро угроженим таксоном.

### Популациони тренд
Популација ове врсте се смањује, судећи по расположивим подацима.